# Wodny Dół
Wodny Dół este o arie protejată (sit de importanță comunitară — SCI) din Polonia întinsă pe o suprafață de 188,35 ha, integral pe uscat.

## Localizare
Centrul sitului Wodny Dół este situat la coordonatele 50°59′13″N 23°03′24″E / 50.987°N 23.0566°E.

## Înființare
Situl Wodny Dół a fost declarat sit de importanță comunitară în aprilie 2004 pentru a proteja un număr necunoscut de specii din flora spontană și fauna sălbatică aflate în arealul zonei.

## Biodiversitate
Situată în ecoregiunea continentală, aria protejată conține 1 habitat natural: Păduri de stejar și carpen Galio-Carpinetum.
La baza desemnării sitului se află un număr nedeclarat de specii protejate.